# 里戈 (滨海阿尔卑斯省)
里戈（法語：Rigaud，法語發音：[ʁiɡo]）是法国滨海阿尔卑斯省的一个市镇，属于尼斯区。

## 地理
里戈（43°59'27"N, 6°59'29"E）面积32.54 平方千米，位于法国普罗旺斯-阿尔卑斯-蓝色海岸大区滨海阿尔卑斯省，该省份为法国东南部沿海省份，南濒地中海，西南至瓦尔省，西北接上普罗旺斯阿尔卑斯省，北部和东部与意大利接壤。
与里戈接壤的市镇（或旧市镇、城区）包括：伯伊、略什、皮耶尔拉斯、皮热罗斯唐、皮热泰涅、蒂耶里、瓦尔河畔图埃。

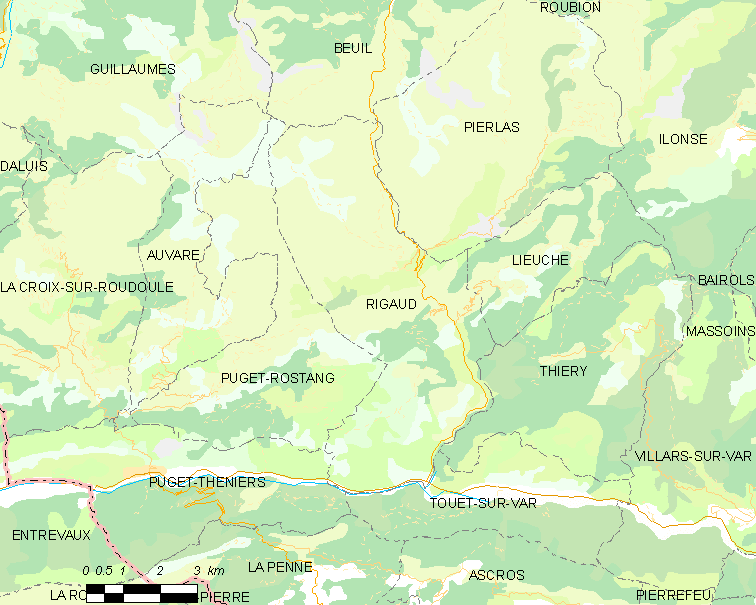
的OSM定位图

里戈的时区为UTC+01:00、UTC+02:00（夏令时）。

## 行政
里戈的邮政编码为06260，INSEE市镇编码为06101。

## 政治
里戈所属的省级选区为旺斯县。

## 人口

1962-2008年间人口变化图示

里戈于2022年1月1日时的人口数量为167人。